# Deep Six (сингл)
«Deep Six» — другий сингл з дев'ятого студійного альбому гурту Marilyn Manson The Pale Emperor.

## Реліз
Пісня стала приступною для завантаження на сервісах цифрової дистриб'юції 16 грудня 2014. 23 грудня обмеженим накладом виключно для Best Buy видали подвійний А-сторонній CD-сингл «Third Day of a Seven Day Binge» і «Deep Six». Лімітована кількість дисків постачалася з ексклюзивною футболкою.

## Відеокліп
Режисер: біотехнологічний художник Барт Гесс. Кліп з'явився на YouTube 19 грудня. На відміну від попередніх робіт з великим використанням комп'ютерної графіки у відео задіяні раніше створені текстуровані конструкції Гесса. У кліпі знялася бурлеск-танцівниця Олівія Беллафонтейн. Станом на 2 березня 2015 має понад 3,9 млн переглядів на YouTube.

### Зміст
Відео починається кадрами, де Менсон стоїть перед білим екраном, виконує пісню в одязі преподобного. В той час як гола Олівія Беллафонтейн корчить тіло, на екрані з'являється хвиляста «гофротрубка», що потім розпадається на кілька сеґментів. Чорний циліндричний зміюватий «шланг» повільно поглинає тіло Беллафонтейн, розтягуючи його до неймовірних розмірів. Пізніше у відео показано, що шлангом керує голова Менсона. В кліпі використано ефект нескінченого дзеркала. В сцені, названій Rolling Stone «фалічною», показано повторюваний послідовний відеоряд, де чорний шланг стирчить з рота Менсона.

## Список пісень
Цифровий сингл
1. «Deep Six» — 5:02

Ексклюзивний CD-сингл для Best Buy
1. «Third Day of a Seven Day Binge» — 4:26
2. «Deep Six» — 5:02

## Чартові позиції

### Тижневі чарти
Пісня дебютувала на 33-ій сходинці Mainstream Rock з поміткою «Найкраще посилення позиції», перш ніж піднятися на 8-му, ставши найвищим досягненням гурту в цьому чарті. Трек також дебютував на 46-му місці Active Rock з 186 ротаціями, 6 січня піднявся на 22-ге з 392 ротаціями, а 10 березня — 7-ме з 1206 ротаціями.
| Чарт (2015)                                 | Найвища позиція |
| ------------------------------------------- | --------------- |
| Canada Active Rock (America's Music Charts) | 29              |
| Deutsche Alternative Charts                 | 1               |
| US Active Rock (America's Music Charts)     | 7               |
| US Hot Rock Songs (Billboard)               | 27              |
| US Mainstream Rock (Billboard)              | 9               |
| US Rock Digital Songs (Billboard)           | 31              |

### Річні чарти
| Чарт (2015)                          | Позиція |
| ------------------------------------ | ------- |
| US Mainstream Rock Songs (Billboard) | 35      |

## Історія виходу
| Реґіон | Дата           | Формат               | Лейбл                 |
| ------ | -------------- | -------------------- | --------------------- |
| Світ   | 16 грудня 2014 | Цифрове завантаження | Cooking Vinyl         |
| США    | 23 грудня 2014 | CD                   | Loma Vista Recordings |
| США    | січень 2015    | Active rock radio    | Loma Vista Recordings |